# Johann Christian Poggendorff
Johann Christian Poggendorff (født 29. december 1796 i Hamborg, død 24. januar 1877) var en tysk fysiker.
Efter at have været apotekerlærling i Hamborg og medhjælper i Itzehoe flyttede han 1820 til Berlin for at studere naturvidenskab. Han blev snart efter observator for Berlin-akademiet, og da L.W. Gilbert, som siden 1799 havde udgivet "Gilberts Annalen", var død 1824, overtog Poggendorff redaktionen af dette tidsskrift under navnet "Poggendorffs Annalen der Physik und Chemie" og vedblev hermed lige til sin død.
Foruden mange værdifulde fysikalske arbejder, hvoraf skal fremhæves Multiplikatoren (1820), Vinkelbestemmelse ved Spejlaflæsning (1827), Kompensationsmetoden til Bestemmelse af elektromotorisk Kraft (1841), har Poggendorff skrevet det vigtige samlerværk Biographisch literarisches Handwörterbuch zur Geschichte der exakten Wissenschaften (2 bind, 1863).
Dette værk er af B.W. Feddersen og A.J. von Öttingen senere fortsat med 2 bind (1898 og 1904). Efter Poggendorffs død udkom (1879) Geschichte der Physik, forelæsninger holdt ved Berlins Universitet. Biografi af Poggendorff med fortegnelse over hans arbejder findes i sidste bind (160, 1877) af "Poggendorffs Annalen".